# Patzité
Patzité (del k'ich'e, significa «en el árbol de pito») es un municipio del departamento de Quiché, en la República de Guatemala. Con 64 km² de extensión es el más pequeño de los municipios de Quiché y surgió luego de un conflicto entre los pobladores de poblados de Santa María Chiquimula y San Antonio Ilotenango a finales de la época colonial.
Luego de la Independencia de Centroamérica en 1821 fue parte del departamento de Totonicapán/Huehuetenango y en 1838 pasó al Estado de Los Altos, el cual fue aprobado por el Congreso de la República Federal de Centro América en ese mismo año. En el nuevo estado hubo constantes revueltas campesinas y tensión con Guatemala, hasta que las hostilidades estallaron en 1840, y el general conservador mestizo Rafael Carrera recuperó la región para Guatemala.
El 12 de agosto de 1872, el gobierno de facto del presidente provisorio Miguel García Granados creó el departamento de Quiché, al que ha pertenecido desde entonces.

## Toponimia
El topónimo «Patzité» es origen k'ich'e y proviene de las raíces «pa» (español: «en») y «tzité» (español: «árbol de pito»), por lo que significa «en los árboles de pito».

## División política
Patizé posee una cabecera municipal y siete aldeas que son: Chuamarcel, Chuicojonop, Paraxamoló, Paxocol, Tzanjuyup, Pachaj y Pasajcap.

## Geografía física
Patzité tiene un área de 64 km², lo que representa el 0.06% de la extensión de Guatemala, y el 0.76% de la extensión del departamento de Quiché.

### Hidrología
El río Usumacinta nace muy cerca de Patzite con el nombre de «río Pacaranat» y continua con ese nombre en todo el límite departamental de Totonicapán y El Quiche corriendo de sur a norte primero y luego hacia el noroeste, recibiendo casi todos los riachuelos y manantiales del norte de Totonicapán.[cita requerida]

### Clima
La cabecera municipal de Patzité tiene clima templado (Clasificación de Köppen: Cwb).
| Parámetros climáticos promedio de Patzité | Parámetros climáticos promedio de Patzité | Parámetros climáticos promedio de Patzité | Parámetros climáticos promedio de Patzité | Parámetros climáticos promedio de Patzité | Parámetros climáticos promedio de Patzité | Parámetros climáticos promedio de Patzité | Parámetros climáticos promedio de Patzité | Parámetros climáticos promedio de Patzité | Parámetros climáticos promedio de Patzité | Parámetros climáticos promedio de Patzité | Parámetros climáticos promedio de Patzité | Parámetros climáticos promedio de Patzité | Parámetros climáticos promedio de Patzité |
| Mes                                       | Ene.                                      | Feb.                                      | Mar.                                      | Abr.                                      | May.                                      | Jun.                                      | Jul.                                      | Ago.                                      | Sep.                                      | Oct.                                      | Nov.                                      | Dic.                                      | Anual                                     |
| ----------------------------------------- | ----------------------------------------- | ----------------------------------------- | ----------------------------------------- | ----------------------------------------- | ----------------------------------------- | ----------------------------------------- | ----------------------------------------- | ----------------------------------------- | ----------------------------------------- | ----------------------------------------- | ----------------------------------------- | ----------------------------------------- | ----------------------------------------- |
| Temp. máx. media (°C)                     | 18.9                                      | 20.0                                      | 21.4                                      | 22.3                                      | 21.8                                      | 20.4                                      | 20.1                                      | 20.8                                      | 20.3                                      | 19.7                                      | 19.7                                      | 19.1                                      | 20.4                                      |
| Temp. media (°C)                          | 12.2                                      | 12.9                                      | 14.3                                      | 15.6                                      | 16.3                                      | 15.8                                      | 15.3                                      | 15.3                                      | 15.3                                      | 14.8                                      | 13.6                                      | 12.7                                      | 14.5                                      |
| Temp. mín. media (°C)                     | 5.5                                       | 5.9                                       | 7.2                                       | 9.0                                       | 10.9                                      | 11.2                                      | 10.6                                      | 9.8                                       | 10.4                                      | 9.9                                       | 7.6                                       | 6.4                                       | 8.7                                       |
| Precipitación total (mm)                  | 2                                         | 3                                         | 6                                         | 27                                        | 101                                       | 195                                       | 156                                       | 163                                       | 215                                       | 114                                       | 20                                        | 1                                         | 1003                                      |
| Fuente: Climate-Data.org                  |                                           |                                           |                                           |                                           |                                           |                                           |                                           |                                           |                                           |                                           |                                           |                                           |                                           |

### Ubicación geográfica
Patzizé está ubicado en el departamento de Quiché; sus colindancias son:
- Norte: San Antonio Ilotenango y Santa Cruz del Quiché, municipio del departamento de Quiché
- Noreste: Santa Cruz del Quiché
- Sur: Chichicastenango, municipio del departamento de Quiché.[10]
- Oeste: Santa María Chiquimula, municipio del departamento de Totonicapán

|                               | Norte: San Antonio Ilotenango y Santa Cruz del Quiché | Nordeste: Santa Cruz del Quiché |
| Oeste: Santa María Chiquimula |                                                       | Este: Chichicastenango          |
|                               | Sur: Chichicastenango                                 |                                 |

## Gobierno municipal
Los municipios se encuentran regulados en diversas leyes de la República, que establecen su forma de organización, lo relativo a la conformación de sus órganos administrativos y los tributos destinados para los mismos.  Aunque se trata de entidades autónomas, se encuentran sujetas a la legislación nacional. Las principales leyes que rigen a los municipios en Guatemala desde 1985 son:
| N.º | Ley                                                | Descripción |
| --- | -------------------------------------------------- | --- |
| 1   | Constitución Política de la República de Guatemala | Tiene una regulación legal específica para los municipios en los artículos 253 al 262. |
| 2   | Ley Electoral y de Partidos Políticos              | Ley de carácter constitucional aplicable a los municipios en el tema de la conformación de sus autoridades electas. |
| 3   | Código Municipal                                   | Decreto 12-2002 del Congreso de la República de Guatemala. Tiene la categoría de ley ordinaria y contiene preceptos generales aplicables a todos los municipios, e inclusive contiene legislación referente a la creación de los municipios.             |
| 4   | Ley de Servicio Municipal                          | Decreto 1-87 del Congreso de la República de Guatemala. Regula las relaciones entra la municipalidad y los servidores públicos en materia laboral. Tiene su base constitucional en el artículo 262 de la constitución que ordena la emisión de la misma. |
| 5   | Ley General de Descentralización                   | Decreto 14-2002 del Congreso de la República de Guatemala. Regula el deber constitucional del Estado, y por ende del municipio, de promover y aplicar la descentralización y desconcentración económica y administrativa.                                |

El gobierno de los municipios de Guatemala está a cargo de un Concejo Municipal mientras que el código municipal —que tiene carácter de ley ordinaria y contiene disposiciones que se aplican a todos los municipios de Guatemala— establece que «el concejo municipal es el órgano colegiado superior de deliberación y de decisión de los asuntos municipales […] y tiene su sede en la circunscripción de la cabecera municipal». Por último, el artículo 33 del mencionado código establece que «[le] corresponde con exclusividad al concejo municipal el ejercicio del gobierno del municipio».
El concejo municipal se integra con el alcalde, los síndicos y concejales, electos directamente por sufragio universal y secreto para un período de cuatro años, pudiendo ser reelectos.
Existen también las Alcaldías Auxiliares, los Comités Comunitarios de Desarrollo (COCODE), el Comité Municipal del Desarrollo (COMUDE), las asociaciones culturales y las comisiones de trabajo. Los alcaldes auxiliares son elegidos por las comunidades de acuerdo a sus principios, valores, procedimientos y tradiciones, estos se reúnen con el alcalde municipal el primer domingo de cada mes. Los Comités Comunitarios de Desarrollo y el Consejo Municipal de Desarrollo tiene como función organizar y facilitar la participación de las comunidades priorizando necesidades y problemas.

## Historia

### Época colonial
Tras la conquista de Guatemala, los terrenos que ocupa el moderno municipio de Patzité pertenecían a un rico indígena quien se los heredó a los frailes dominicos a mediados del siglo xviii.  El poblado se originó a raíz de un conflicto entre los indígenas del poblado de Santa María Chiquimula y los de San Antonio Ilotenango; un grupo de pobladores de Santa María huyó y se estableció en este lugar, al que llamaron Patzité.

### Tras la independencia de Centroamérica
Tras la Independencia de Centroamérica, Patzité estuvo originalmente en el departamento de Totonicapán/Huehuetenango; ahora bien, tras la Reforma Liberal de 1871, el presidente de facto provisiorio Miguel García Granados dispuso crear el departamento de Quiché para mejorar la administración territorial de la República dada la enorme extensión del territorio de Totonicapán/Huehuetenango y de Sololá/Suchitepéquez. De esta cuenta, el 12 de agosto de 1872 Patizté pasó a formar parte del nuevo departamento de Quiché, junto con la nueva cabecera Santa Cruz del Quiché y Joyabaj, Lemoa, Chichicastenango, Chinic, Chiché, San Pedro Jocopilas, San Andrés Joyabajá, Cunem, San Miguel Uspantán, Cotzal, Chujuyup, San Bartolo Jocotenango, Sacapulas, Nebaj, Chajul, Caniyá y Sacualpa.

### El efímero Estado de Los Altos

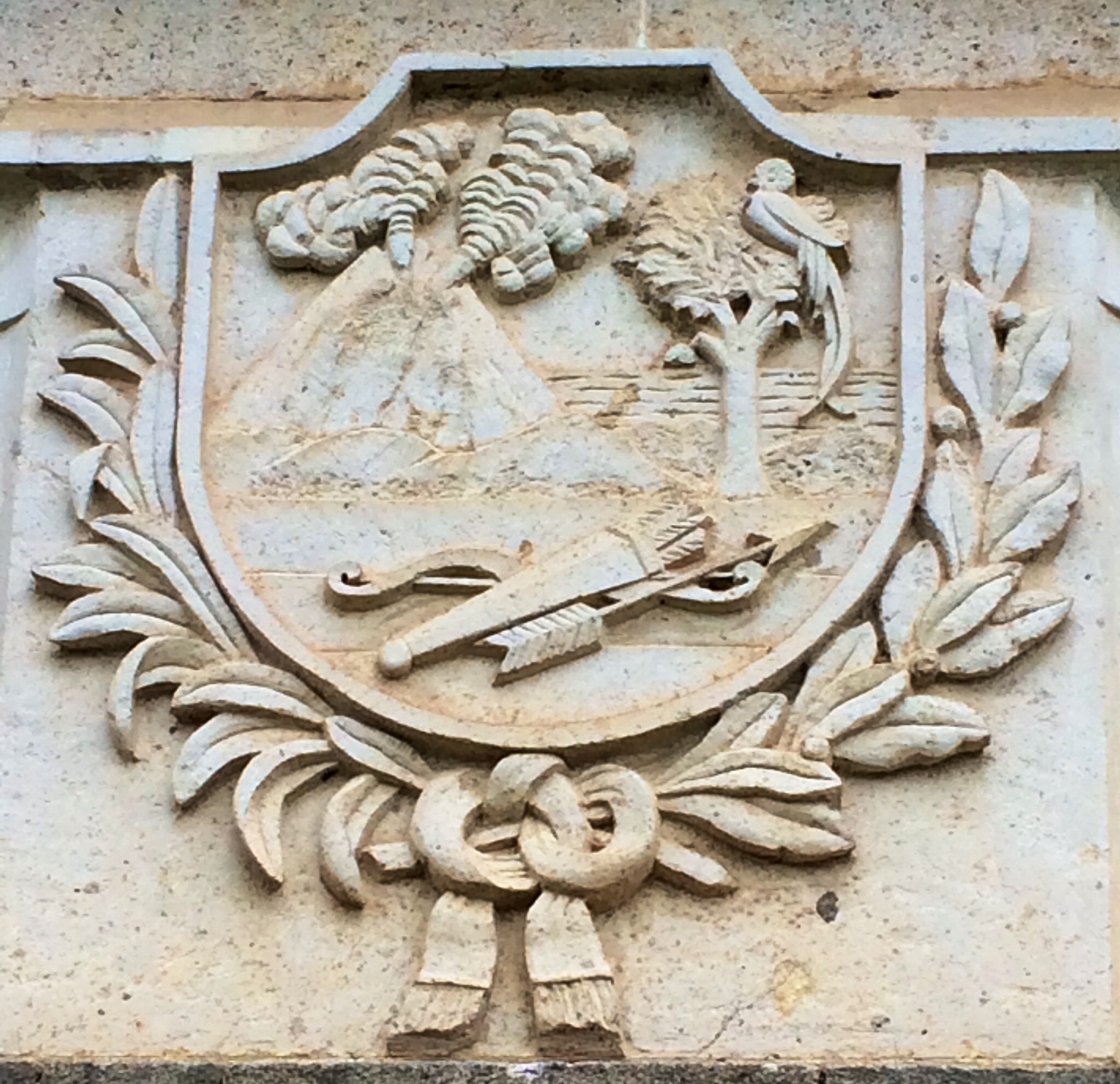
Escudo del Estado de Los Altos.

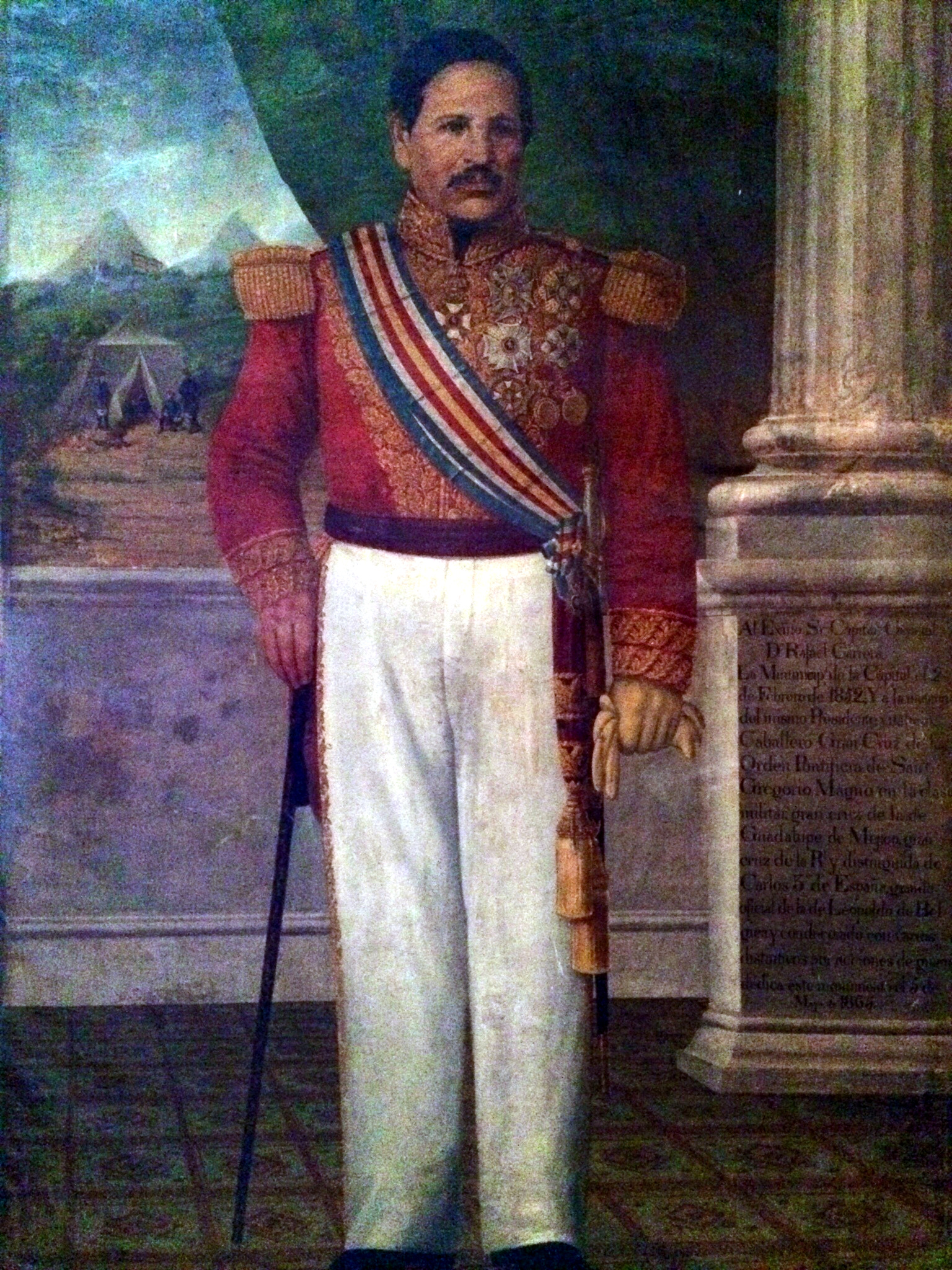
Retrato oficial del capitán general Rafael Carrera con la banda presidencial con los colores de la bandera de Guatemala instituida en 1858. En 1840 retomó por la fuerza el Estado de los Altos al que pertenecía San Andrés Xecul y derrotó al presidente de la República Federal de Centro América, el general hondureño Francisco Morazán.

A partir del 3 de abril de 1838, Patzité fue parte de la región que formó el efímero Estado de Los Altos y que forzó a que el Estado de Guatemala se reorganizara en siete departamentos y dos distritos independientes el 12 de septiembre de 1839: 
- Departamentos: Chimaltenango, Chiquimula, Escuintla, Guatemala, Mita, Sacatepéquez, y Verapaz
- Distritos: Izabal y Petén[13]

La región occidental de la actual Guatemala había mostrado intenciones de obtener mayor autonomía con respecto a las autoridades de la ciudad de Guatemala desde la época colonial, pues los criollos de la localidad consideraban que los criollos capitalinos que tenían el monopolio comercial con España no les daban un trato justo.  Pero este intento de secesión fue aplastado por el general Rafael Carrera, quien reintegró al Estado de Los Altos al Estado de Guatemala en 1840 y luego venció contundentemente al presidente de la República Federal de Centro América, el general liberal hondureño Francisco Morazán en la Ciudad de Guatemala unos cuantos meses después.

### Demarcación política de Guatemala de 1902
En 1902, el gobierno del licenciado Manuel Estrada Cabrera publicó la Demarcación Política de la República, y en ella se describe a Patzité así: «su cabecera es el pueblo del mismo nombre, a 12 km de la cabecera del departamento, es de clima templado y sano, y el cultivo más generalizado es el de maíz.  La ocupación habitual de los moradores es la agricultura.  Limita: al Norte, con el municipio de Chinique; al Sur, con el de Santo Tomás Chichicastenango; al Oriente, con el de Zacualpa y al Occidente, con el de Lemoá».

## Costumbres y tradiciones
La feria patronal se celebra en honor a la Virgen de Candelaria y se celebra del 5 al 10 de febrero, siendo el día principal el 8 de febrero; esta celebración se conoce como la «Octava de Candelaria».